# Fantastyczne przygody Sindbada Żeglarza
Fantastyczne przygody Sindbada żeglarza (ang. The Fantastic Voyages of Sinbad the Sailor) – amerykański serial animowany emitowany w latach 1996–1998 w Cartoon Network. Na podstawie baśni o Sindbadzie Żeglarzu w koprodukcji Fred Wolf Films i Carrington Productions International.

## Obsada głosowa
- Bob Bergen – Sindbad
- Jim Cummings – stary Hakim / bajarz
- Melissa Disney – Hakim
- Eric Jacklin
- Robert Ridgely
- Kath Soucie

## Wersja polska

### Pierwsza wersja
Opracowanie wersji polskiej: Studio Sonica

Reżyseria: Krzysztof Kołbasiuk

Dialogi:
- Maria Utecht,
- Aleksandra Dobrowolska,
- Edyta Czepiel-Zadura

Dźwięk i montaż: Agnieszka Stankowska

Organizacja nagrań: Beata Kawka

Kierownictwo muzyczne: Marek Klimczuk

Wystąpili:
- Dariusz Kurzelewski – Sindbad
- Damian Skiba – Hakim
- Juliusz Berger – stary Hakim / bajarz
- Cynthia Kaszyńska – Soraja
- Cezary Kwieciński
  - sprzedawca ryb (odc. 1),
  - Fedżid (odc. 9)
- Zbigniew Konopka – kapitan piratów (odc. 1)
- Janusz Wituch –
  - bosman (odc. 1),
  - strażnik z Aquatici (odc. 5),
  - Omar (odc. 11)
- Maciej Czapski – strażnik (odc. 1)
- Przemysław Nikiel – sprzedawca garnków (odc. 1)
- Paweł Szczesny –
  - sprzedawca (odc. 5),
  - Peros (odc. 11)
- Wojciech Machnicki –
  - Szawir Al-Kalib (odc. 5),
  - król Peszchar (odc. 19)
- Jacek Jarosz – król Poncjus (odc. 5)
- Aleksandra Rojewska –
  - Penelopa (odc. 5),
  - Daphne (odc. 11)
- Zbigniew Suszyński –
  - strażnik z Aquatici (odc. 5),
  - wspólnik Omara (odc. 11)
- Joanna Jabłczyńska –
  - córka (odc. 11),
  - dziewczynka (odc. 15)
- Stanisław Brudny – Molitor (odc. 15)
- Andrzej Tomecki –
  - król Gafii (odc. 9),
  - Zakir (odc. 15)
- Tomasz Bednarek – książę Ruko (odc. 19)
- Ryszard Olesiński – Malik (odc. 19)
- Krzysztof Kołbasiuk –
  - kobra (odc. 9),
  - najbogatszy kupiec (odc. 19)
- Anna Ułas – Królowa Szmaragdów (odc. 9)
- Izabela Dąbrowska
- Marek Obertyn
- Marek Robaczewski

i inni
Tekst piosenki: Marek Robaczewski

Wykonanie piosenki: Jacek Bończyk

Lektor:
- Janusz Szydłowski (odc. 1, 5, 11, 19),
- Piotr Makowski (odc. 9, 15)

### Druga wersja
Opracowanie wersji polskiej: Master Film

Reżyser: Miriam Aleksandrowicz

Dialogi: Jan Moes

Dźwięk: Ewa Kwapińska

Montaż: Krzysztof Podolski

Teksty piosenek: Andrzej Brzeski

Opracowanie muzyczne: Eugeniusz Majchrzak

Wystąpili:
- Jacek Bończyk – Sindbad
- Joanna Wizmur – Hakeem
- Andrzej Arciszewski – stary Hakeem / bajarz
- Anna Apostolakis – Soraja
- Jacek Czyż – Kilmantor
- Paweł Iwanicki – Rastegar
- Zbigniew Konopka – sługa Kilmantora (odc. 8)
- Jerzy Mazur – kupiec (odc. 8)
- Paweł Szczesny – członek załogi statku Kilmantora #2 (odc. 8)
- Rafał Sisicki – sprzedawca owoców (odc. 8)
- Mieczysław Morański – Vandalin (odc. 9)
- Jolanta Wilk – Szmaragdowa Władczyni (odc. 9)
- Janusz Wituch – kobra (odc. 9)
- Jan Kulczycki – król Gafii (odc. 9)

i inni
Wykonanie piosenki: Jacek Bończyk

Lektor: Maciej Czapski

### VHS
W Polsce serial został wydany w 1998 roku przez Warner Bros. Poland na pięciu kasetach VHS: Początek przygód, Koniec zemsty, Ukryte skarby, Za horyzontem i Kłopoty.
- 1. Początek przygód (Początek przygód + Wyspa Amazonek)
- 2. Koniec zemsty (Klątwa faraona + Zemsta Gorgony)
- 3. Ukryte skarby (Zaginione miasto Aquatica + Kraina małych wojowników)
- 4. Za horyzontem (Walka o jednorożca + Hakim i latający dywan)
- 5. Kłopoty (Zły duszek + Meteor zniszczenia)

## Spis odcinków
| №                          | Tytuł polski (pierwsza wersja dubbingu)        | Tytuł polski (druga wersja dubbingu) | Tytuł angielski                 |
| -------------------------- | ---------------------------------------------- | ------------------------------------ | ------------------------------- |
| SEZON PIERWSZY (1996-1997) |                                                |                                      |                                 |
| 01                         | Początek przygód                               |                                      | The Beginning                   |
| 02                         | ––– odcinka nie zdubbingowano w tej wersji ––– |                                      | The Land of the Giant Roc       |
| 03                         | Klątwa faraona                                 |                                      | The Curse Of The Pharaoh's Belt |
| 04                         | ––– odcinka nie zdubbingowano w tej wersji ––– |                                      | The Idol of Lahk-Ra             |
| 05                         | Zaginione miasto Aquatica                      |                                      | The Lost City of Aquatica       |
| 06                         | ––– odcinka nie zdubbingowano w tej wersji ––– |                                      | The Ruby Eye of the Cyclops     |
| 07                         | ––– odcinka nie zdubbingowano w tej wersji ––– |                                      | The Triangle of Doom            |
| 08                         | Walka o jednorożca                             | Ucieczka jednorożca                  | Flight of the Unicorn           |
| 09                         | Zły duszek                                     | Zły skrzat                           | The Imp of Evil                 |
| 10                         | ––– odcinka nie zdubbingowano w tej wersji ––– |                                      | The Mystery of Elephant Island  |
| 11                         | Wyspa Amazonek                                 |                                      | The Isle of the Amazons         |
| 12                         | ––– odcinka nie zdubbingowano w tej wersji ––– |                                      | The Sandpits of Kaboo!          |
| 13                         | Zemsta Gorgony                                 |                                      | The Curse of the Gorgon         |
| SEZON DRUGI (1997-1998)    |                                                |                                      |                                 |
| 14                         | ––– odcinka nie zdubbingowano w tej wersji ––– |                                      | The Winged Argosy               |
| 15                         | Meteor zniszczenia                             |                                      | The Meteor of Destruction       |
| 16                         | ––– odcinka nie zdubbingowano w tej wersji ––– |                                      | Sinbad's Deadly Double          |
| 17                         | ––– odcinka nie zdubbingowano w tej wersji ––– |                                      | The Tomb of the Crystal Wizard  |
| 18                         | ––– odcinka nie zdubbingowano w tej wersji ––– |                                      | The Cloak of Changing           |
| 19                         | Kraina małych wojowników                       |                                      | Land of the Tiny Warriors       |
| 20                         | Hakim i latający dywan                         |                                      | Hakeem and the Flying Carpet    |
| 21                         | ––– odcinka nie zdubbingowano w tej wersji ––– |                                      | The Leviathan and the Maiden    |
| 22                         | ––– odcinka nie zdubbingowano w tej wersji ––– |                                      | The Deadly Fountain of Youth    |
| 23                         | ––– odcinka nie zdubbingowano w tej wersji ––– |                                      | The Island of Horrors           |
| 24                         | ––– odcinka nie zdubbingowano w tej wersji ––– |                                      | The Witches' Cauldron           |
| 25                         | ––– odcinka nie zdubbingowano w tej wersji ––– |                                      | Beauty and the Minotaur         |
| 26                         | ––– odcinka nie zdubbingowano w tej wersji ––– |                                      | Tale of the Golden Touch        |